# Derovatellus assinicus
Derovatellus assinicus är en skalbaggsart som beskrevs av Régimbart 1889. Derovatellus assinicus ingår i släktet Derovatellus och familjen dykare. Inga underarter finns listade i Catalogue of Life.